# Lý Triệu Chước
Lý Triệu Chước (tiếng Trung: 李兆焯; tiếng Tráng: Leix Ciucuek; 
sinh tháng 9 năm 1944) là chính khách nước Cộng hòa Nhân dân Trung Hoa. Ông từng giữ chức vụ Ủy viên Ủy ban Trung ương Đảng Cộng sản Trung Quốc khóa 15, 16 và khóa 17; Phó chủ tịch Ủy ban Toàn quốc Hội nghị Hiệp thương Chính trị Nhân dân Trung Quốc và Chủ tịch Chính phủ Nhân dân Khu tự trị dân tộc Choang Quảng Tây.

## Tiểu sử
Lý Triệu Chước là người Tráng sinh tháng 9 năm 1944 ở Bình Quả, tỉnh Quảng Tây. Từ năm 1963 đến năm 1968, ông theo học chuyên ngành kỹ thuật thủy lợi nông nghiệp khoa kỹ thuật xây dựng dân dụng tại Đại học Quảng Tây. Ông bắt đầu tham gia công tác vào tháng 9 năm 1968 và gia nhập Đảng Cộng sản Trung Quốc tháng 6 năm 1974.
Năm 1970 đến năm 1975, Lý Triệu Chước làm kỹ thuật viên cho công xã Đô An, huyện Đức Bảo khu tự trị dân tộc Choang Quảng Tây. Năm 1975 đến 1980, ông là kỹ thuật viên, thư ký, Phó Cục trưởng Cục thủy điện huyện Đức Bảo khu tự trị Quảng Tây.
Năm 1980 đến 1983, Lý Triệu Chước được cử làm Phó Cục trưởng Cục xây dựng cơ sở hạ tầng huyện Đức Bảo khu tự trị dân tộc Choang Quảng Tây, Phó Chủ nhiệm Ủy ban kế hoạch khu tự trị dân tộc Choang Quảng Tây. Năm 1983 đến 1984, ông giữ chức Ủy viên Ban Thường vụ huyện ủy, Chủ nhiệm Ủy ban kinh tế huyện Đức Bảo.
Năm 1984, ông được bổ nhiệm làm Bí thư Huyện ủy Đức Bảo thuộc khu tự trị dân tộc Choang Quảng Tây. Năm 1985, ông được luân chuyển giữ chức Phó bí thư Địa ủy Bách Sắc thuộc khu tự trị dân tộc Choang Quảng Tây; trong khoảng thời gian từ tháng 2 đến tháng 7 năm 1987, Lý Triệu Chước theo học lớp kiến thiết văn minh tinh thần tại Trường Đảng Trung ương Đảng Cộng sản Trung Quốc. Năm 1992, ông được bổ nhiệm làm Bí thư Địa ủy Bách Sắc (nay là địa cấp thị Bách Sắc khu tự trị dân tộc Choang Quảng Tây).
Năm 1993 đến 1995, ông đảm nhiệm chức vụ Bí thư Thị ủy địa cấp thị Phòng Thành Cảng, Chủ nhiệm Ủy ban Thường vụ Đại hội đại biểu nhân dân địa cấp thị Phòng Thành Cảng. Năm 1995, ông được bổ nhiệm làm Ủy viên Ban Thường vụ khu ủy khu tự trị dân tộc Choang Quảng Tây, Bí thư thành ủy thành phố Nam Ninh, Quảng Tây. Năm 1997 đến năm 1998, ông là Phó Bí thư khu ủy khu tự trị dân tộc Choang Quảng Tây, Bí thư thành ủy thành phố Nam Ninh.
Tháng 1 năm 1998, Lý Triệu Chước được bổ nhiệm giữ chức Phó Bí thư khu ủy khu tự trị, Chủ tịch Chính phủ nhân dân khu tự trị dân tộc Choang Quảng Tây, thay cho ông Thành Khắc Kiệt được bầu làm Phó Ủy viên trưởng Ủy ban Thường vụ Đại hội Đại biểu Nhân dân Toàn quốc. Tháng 3 năm 2003, Lý Triệu Chước được bầu làm Phó chủ tịch Ủy ban Toàn quốc Hội nghị Hiệp thương Chính trị Nhân dân Trung Quốc (CPPCC) khóa 10 nhiệm kỳ 2003—2008. Năm 2008, ông được bầu lại làm Phó Chủ tịch Ủy ban Toàn quốc Chính Hiệp Trung Quốc khóa 11 và giữ cương vị này đến khi nghỉ hưu năm 2013.